# روث بي.
روث بي. هي مغنية مؤلفة كندية، ولدت في 2 يوليو 1995 في إدمونتون في كندا.

## وصلات خارجية
- الموقع الرسمي
- روث بي. على موقع ميوزك برينز (الإنجليزية)
- روث بي. على موقع أول ميوزيك (الإنجليزية)
- روث بي. على موقع ديسكوغز (الإنجليزية)